# Hohentengen (Sigmaringen)
Hohentengen è un comune tedesco di 4 335 abitanti,, situato nel land del Baden-Württemberg.